# Loretta Lux
Loretta Lux (* 1969 Drážďany) je německá portrétní fotografka.

## Životopis
Lux vystudovala Akademii výtvarných umění v Mnichově roku 1990, a debutovala v galerii Yossi Milo v New Yorku v roce 2004. Roku 2005 Lux obdržela Cenu za umění Infinity od Mezinárodního centra fotografie. Její práce jsou v mnoha sbírkách v Evropě a ve Spojených státech, včetně takových jako Solomon R. Guggenheim Museum, San Francisco Museum, Museum of Contemporary Art, Los Angeles County Museum of Art, Art Institute of Chicago; Izraelské muzeum v Jeruzalému, Madridská Reina Sofia a Musée de l'OLYMPIA ve švýcarském Lausanne.
V současné době  (2010) žije a pracuje v Monaku.

## Tvorba
Fotografuje dětské portréty, kterým záměrně zvětšuje oči a hlavy v grafickém editoru na počítači. Loretta Lux se nechává inspirovat ilustracemi pohádek bratří Grimmů. Děti vypadají po úpravě velice sladce a líbezně, mají dlouhé, výrazné řasy, výrazné obočí, v obličeji převládá čistá jemná světlá barva. Hlavu zdobí pečlivě zastřižené a učesané vlasy. Oblečení, které mají na sobě ladí s okolním prostředím. Jejich strnulé pohledy nahánějí až mrazivou hrůzu. Snímky jsou zasazeny do mystického prostředí připomínající horor Addam’s Family. Loretta Lux jakoby geneticky zapadla do kategorie umělců jako Rineke Dijkstra, Anne Gedes a Margaret Keane. Lux se nechala inspirovat od Viktoriánských portrétních fotografů jako byli Julia Margaret Cameronová a Lewis Carroll.
Její styl je popisován jako testament fotografické evoluce – je přirovnávána k italským a španělským malířským mistrům dávných časů jako byli Agnolo Bronzino (1503 – 1572), Bernardino Pinturicchio (1454 – 1513), Diego Velázquez (1599-1660), Agnolo di Cosimo nebo Phillip Otto Runge. Sama o sobě říká, že přemýšlí jako malíř – obzvláště ve věcech, které se týkají strukturování obrazu. Pečlivě vybírá modely, kostýmy, rekvizity a prostředí. Svoje snímky dále doupravuje. Skládá je ze dvou částí jako amalgám – portrétem samotným a pečlivě zvoleným pozadím. Modely vybírá z dětí svých přátel.
Na snímku Sasha and Ruby se zabývá podobností dvojčat. Stejným tématem se zabývaly autorky Tereza Vlčková (cyklus Two - Dvojice), Rineke Dijkstra (Chen a Efrat), Diane Arbusová (Identická dvojčata), Dagmar Hochová, August Sander, Mary Ellen Mark, Wendy McMurdo nebo Chantal Michel.

## Výstavy (výběr)
- 2010 – Loretta Lux: Photographs, Galleria Carla Sozzani, Mailand
- 2009 – Loretta Lux, Kulturhuset, Stockholm
- 2008 – Loretta Lux, Museo de Arte Contemporaneo Monterrey, Mexiko
- 2007 – Loretta Lux, Musée de l'Elysée, Lausanne
- 2006 – Imaginary Portraits, Manezh Central Exhibition Hall, Moskva
- 2006 – Retrospective, Hague Museum of Photography, Den Haag
- 2004 – Loretta Lux, Torch Gallery, Amsterdam
- 2004 – Loretta Lux, Yossi Milo Gallery, New York
- 2003 – Loretta Lux – Erfindung des Seins, Stadtmuseum, Münster

## Ceny a stipendia
- 1997: DAAD-Stipendium na pobyt v Londýně
- 2000: Debutantenförderung des Bundesverband Bildender Künstlerinnen und Künstler; Katalogförderung des Bavorské ministerstvo pro vědu, výzkum a umění
- 2000: Stipendium Hacker-Pschorr-Stiftung, Mnichov
- 2001: Projektové stipendium města Mnichov
- 2002: Bayerischer Staatsförderpreis
- 2005: „Infinity Award for Art“, Newyorská škola fotografie, New York.

### Díla v muzeích a galeriích (výběr)
- guggenheimcollection.org (Guggenheim collection)
- moca.org (Museum of Contemporary Art, Los Angeles)
- mocp.org Archivováno 29. 9. 2008 na Wayback Machine. (Museum of Contemporary Photography, Chicago)
- sfmoma.org[nedostupný zdroj] (San Francisco Museum of Modern Art)
- Cleveland Museum of Art Archivováno 5. 12. 2008 na Wayback Machine.
- www.artgallery.nsw.gov.au (Art Gallery of New South Wales, Sydney)

### Recenze a portfolia (výběr)
- www.time.com Archivováno 4. 6. 2008 na Wayback Machine. (TIME Magazine)
- arts.guardian.co.uk (Guardian)
- www.nytimes.com (NY Times)
- www.telegraph.co.uk Archivováno 2. 12. 2008 na Wayback Machine. (Sunday Telegraph)
- www.portfoliocatalogue.com (Portfolio magazine)